# Rhododendron edgeworthii
Rhododendron edgeworthii är en ljungväxtart som beskrevs av Joseph Dalton Hooker. Rhododendron edgeworthii ingår i släktet rododendron, och familjen ljungväxter. Inga underarter finns listade i Catalogue of Life.